# University of Wyoming

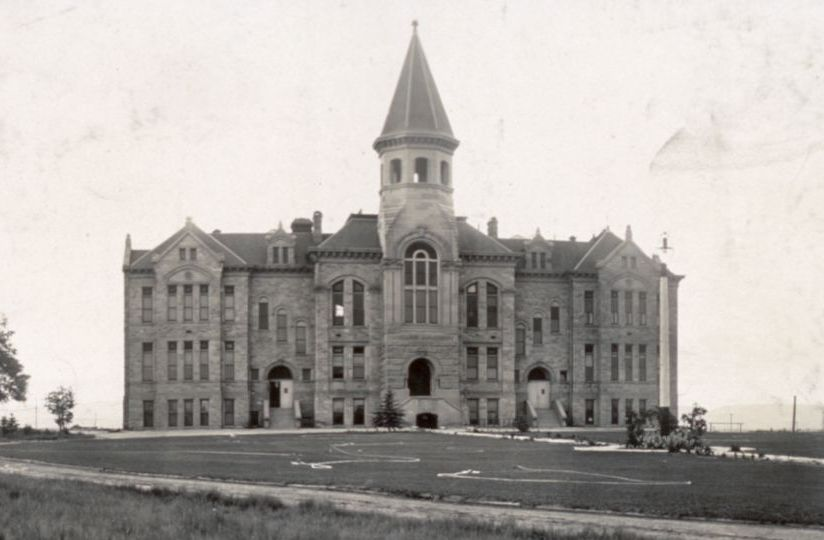
University of Wyoming 1908

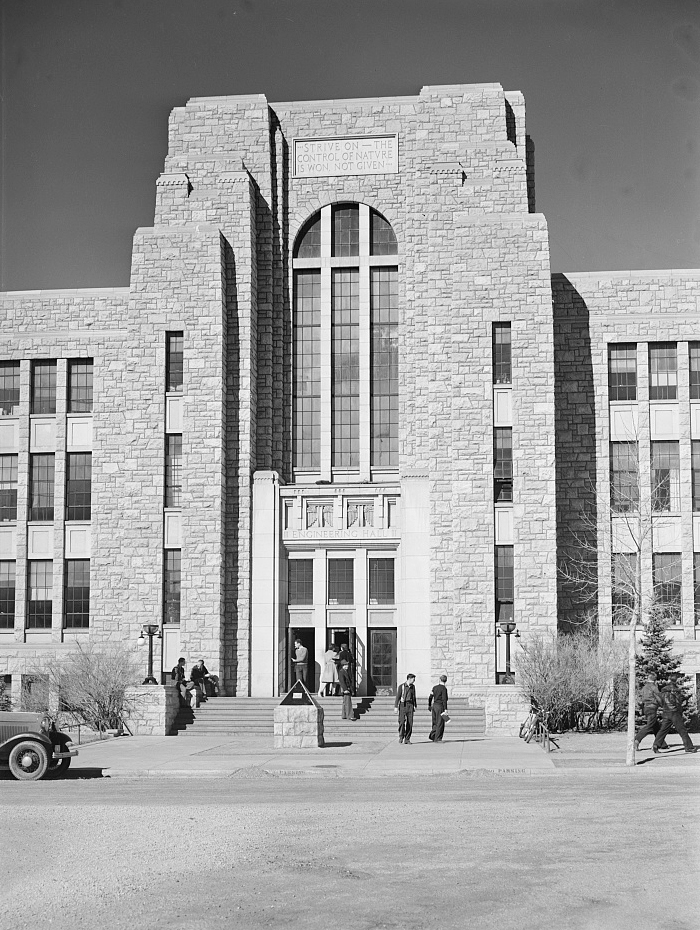
Engineering Hall 1940

Die University of Wyoming (auch UW genannt) ist eine 1886 gegründete staatliche Universität in Laramie im Südosten des US-Bundesstaates Wyoming. Sie ist die einzige höhere Bildungsanstalt in Wyoming, die Doktor- und Mastertitel verleiht. Die Hochschule ist überregional bekannt für ihre Forschung in den Fachrichtungen Geologie, Landwirtschaft, Umwelt und natürliche Ressourcen sowie Wasserwirtschaft. Die UW ist auf 2194 m Höhe gelegen und damit die höchstgelegene Universität der USA.

## Geschichte
Die Universität wurde 1886 gegründet und im September 1887 fanden die ersten Vorlesungen statt. Von Anfang an waren Frauen als Studenten und Mitarbeiter zugelassen. Im ersten Jahr besuchten 42 Studenten die Universität. Der erste Präsident der Universität war John W. Hoyt. Er berief auch Grace Raymond Hebard als Professorin.

## Zahlen zu den Studenten und den Dozenten
Im Herbst 2020 waren 11.829 Studenten an der UW eingeschrieben. Davon strebten 9.342 (79,0 %) ihren ersten Studienabschluss an, sie waren also undergraduates. Von diesen waren 52 % weiblich und 48 % männlich; 1 % bezeichneten sich als asiatisch, 1 % als schwarz/afroamerikanisch, 6 % als Hispanic/Latino und 76 % als weiß. 2.487 (21,0 %) arbeiteten auf einen weiteren Abschluss hin, sie waren graduates. Es lehrten 724 Dozenten an der Universität, davon 719 in Vollzeit und 5 in Teilzeit.
2005 waren hier 13.162 Studenten eingeschrieben. 2018 waren es 12.450, davon 6.367 Frauen (51,1 %) und 6.083 Männer (48,9 %).

## Sport
Die Sportmannschaft der Universität sind die Cowboys bzw. Cowgirls. Die UW ist Mitglied der Mountain West Conference.

## Persönlichkeiten

### Dozenten
- Snehalata V. Huzurbazar – Professorin für Statistik
- Sara Jane Rhoads (1920–1993) – Professorin für Chemie

### Absolventen
- Josh Allen (* 1996) – Footballspieler
- Nick Bebout (* 1951) – Footballspieler
- Dick Cheney (* 1941) – Vizepräsident der Vereinigten Staaten von 2001 bis 2009
- William Edwards Deming (1900–1993) – Physiker und Experte im Qualitätsmanagement
- Curt Gowdy (1919–2006) – Sportkommentator
- Aaron Kyle (* 1954) – Footballspieler
- Jay Novacek (* 1962) – Footballspieler
- Peter J. Schoomaker (* 1946) – General der US-Armee a. D.
- Matthew Shepard (1976–1998) – Mordopfer (aufgrund von Homophobie)
- Joe Williams (* 1947) – Footballspieler
- Mark Nzeocha (* 1990) – Footballspieler